# Myzowo
Myzowo (ukr. Мизове) – wieś na Ukrainie, w rejonie kowelskim, w obwodzie wołyńskim.
Pod koniec XIX w. wieś w powiecie kowelskim.
We wsi znajduje się przystanek kolejowy Myzowo.
Do 2020 w rejonie starowyżewskim.